# Nawangan (plaats)
Nawangan is een bestuurslaag in het regentschap Pacitan van de provincie Oost-Java, Indonesië. Nawangan telt 5485 inwoners (volkstelling 2010).